# Mahurangi (fleuve)
Le fleuve Mahurangi  (en anglais : Mahurangi River  ) est en fait un estuaire soumis à l’effet de la marée, situé  dans le nord de l’Île du Nord de la Nouvelle-Zélande.

## Géographie
Il s’élargit dans le mouillage de ‘Mahurangi Harbour’ avant de s’ouvrir dans le golfe de Hauraki.
Le ‘Mahurangi Harbour’ est accessible par toutes embarcations et constitue un mouillage sûr par tous temps avec de nombreuses petites baies et des îles. La rivière elle-même est largement soumise aux fluctuations de la marée et la profondeur varie d’environ 50 cm (MLW) à l’entrée du chenal jusqu’à environ 150 cm  (MLW) plus en amont. Aux hautes eaux, la rivière est accessible à des embarcations plus larges.
Les baleines franches australes considérées comme en danger au niveau national, y sont connues car elles viennent dans la baie pour s’y reposer ou y vêler.
Dans le passé, la rivière était le lien principal entre la ville de Warkworth et le reste de la Nouvelle-Zélande.
Warkworth fut initialement connue sous le nom de “ Brown's Mill, après l’établissement d’une scierie par M. Brown sur les rives de la rivière Mahurangi, quand le secteur n’était encore qu’un camp d’abattage des troncs d’arbres. Les troncs étaient  transportés par la rivière et constitués souvent de kauris, qui étaient habituellement exportés. Des grès venant de NSW (Nouvelle-Galles du Sud) furent utilisés comme  ballaste et étaient jetés par-dessus bord à l’embouchure de la rivière, où de grandes quantités peuvent toujours y être retrouvées. Les troncs de kauri étaient alors chargés lors du voyage de retour vers l’Australie .
L’usine historique de fabrication de  Ciment Portland ouvrit en 1884 à côté de la rivière  et de nombreux  chalands et bateaux à vapeur utilisaient le mouillage pour l’exportation du ciment. L’usine de ciment fut fermée, il y a quelques années mais les ruines restent visibles sur les berges de la rivière derrière ce qui est devenu une marina.
Il y a deux zones d’abordage pour les bateaux sur le parcours du fleuve Mahurangi, l’un près des ruines de l'usine et l’autre plus en amont vers Warkworth. Ces chantiers offrent tous les deux des options de mise à sec et une aire cimentée pour les petites et grosses embarcations.
Le centre-ville de Warkworth en tête de la rivière possède une série de petits cafés, de supermarchés, d’autres magasins et un bureau de poste.
Il y avait un quai modérément large avec un ponton flottant, car à ce niveau le mouillage se vide à marée basse. Le fleuve lui-même a de nombreux petits affluents, qui sont des torrents, qui entrent en différents points de son parcours. Une série de chutes d’eau marque la rivière en différentes places et la partie navigable du fleuve Mahurangi, se termine dans la zone la plus basse près de l’extrémité ouest près du village.
Ici le fleuve été l’objet de dommages à deux reprises et plusieurs ponts ont été installés successivement depuis le début de 1860. En 1877, un  tsunami en rapport avec le tremblement de terre ( 1877 Iquique earthquake (en)) survenu au Chili en 1877, a entraîné l’élévation du niveau de l’eau de six pieds en moins d’une minute.
Il y a actuellement deux ponts à ce niveau , un pont en béton installé en 1971, sur lequel circulait initialement le tram et qui est maintenant un pont piétonnier et plus récemment un pont à double voie pour le trafic routier.